# World Mosquito Program
Pour les articles homonymes, voir WMP.
Le World Mosquito Program (Programme Mondial Anti-Moustiques abrégé en WMP) est une organisation non-gouvernementale visant à protéger les communautés du monde entier contre les maladies transmises par les moustiques. Établi comme un groupe d'entreprises à but non lucratif appartenant à l'Université Monash, le programme se concentre sur l'utilisation de stratégies innovantes pour lutter contre des maladies telles que la dengue, le Zika, la fièvre jaune et le chikungunya, transmises par les moustiques Aedes aegypti.
Le WMP est dirigé par Scott O'Neill, qui réside désormais à Pau, en Béarn depuis 2022.

## Historique
Depuis sa création, le World Mosquito Program a été à la pointe de l'utilisation de Wolbachia, une bactérie naturellement présente, pour réduire la transmission de virus transmis par les moustiques. En libérant des moustiques porteurs de Wolbachia dans des zones ciblées, le programme a démontré un succès significatif dans la réduction du risque de transmission de maladies à travers des villes entières et des régions. Les preuves issues d'études pilotes internationales ont montré l'efficacité et la sécurité de cette approche.
Le programme opère dans des pays à travers l'Océanie, l'Asie, l'Europe et les Amériques, avec des bureaux établis en Australie, au Vietnam, en France et au Panama. En formant des partenariats avec les gouvernements locaux et les communautés, le WMP vise à étendre rapidement ses opérations et à atteindre davantage de régions nécessitant une intervention.

### Méthodologie
La méthodologie du WMP repose sur l'introduction de Wolbachia dans les populations de moustiques. Cela est réalisé grâce à un processus en plusieurs étapes :
1. Introduction de Wolbachia dans les œufs de moustiques : Le programme introduit la bactérie Wolbachia dans les œufs de moustiques[5].
2. Libération de moustiques porteurs de Wolbachia : Des moustiques porteurs de Wolbachia sont relâchés dans des zones ciblées[6].
3. Propagation naturelle de Wolbachia : Avec le temps, Wolbachia se propage naturellement dans la population de moustiques, réduisant la capacité des moustiques à transmettre des virus[7].

### Impact
L'impact des efforts du WMP a été considérable :
- Réduction des maladies : Dans les zones où Wolbachia est établi à des niveaux élevés, des preuves montrent une réduction significative de la transmission de maladies telles que la dengue[8].
- Engagement communautaire : Le programme collabore étroitement avec les communautés locales et les autorités sanitaires pour assurer la compréhension et l'acceptation de ses méthodes[9].
- Expansion mondiale : Avec des projets opérationnels dans 14 pays et près de 11 millions de personnes protégées en décembre 2022, le programme continue d'étendre son impact à l'échelle mondiale[10].

## Projets dans des régions spécifiques

### Nouméa, Nouvelle-Calédonie
En mars 2018, le WMP a initié un partenariat avec le Gouvernement de la Nouvelle-Calédonie, la Ville de Nouméa et l'Institut Pasteur de Nouvelle-Calédonie pour protéger la population contre les maladies transmises par les moustiques, notamment la dengue. Grâce à la libération de moustiques porteurs de Wolbachia, des progrès significatifs ont été réalisés dans la réduction de la transmission de maladies à Nouméa et dans les environs.

### Dumbea et Mont-Dore
S'appuyant sur le succès à Nouméa, le programme a étendu ses efforts à d'autres municipalités, notamment Dumbea et Mont-Dore. Des efforts collaboratifs impliquant les gouvernements locaux, les institutions de recherche et un soutien financier de diverses entités ont facilité l'expansion du déploiement de Wolbachia dans ces régions.

## Partenariats et soutiens
Les initiatives du WMP bénéficient du soutien d'une gamme diversifiée de partenaires, notamment des organismes gouvernementaux, des instituts de recherche et des organisations philanthropiques. Ces partenariats jouent un rôle crucial dans la réalisation de la mission du programme visant à protéger des millions de personnes contre les maladies transmises par les moustiques.

## Organisation
Le WMP  a établi ses bureaux principaux dans des régions stratégiques à travers le monde. Son siège mondial en Océanie est basé à Melbourne, en Australie, où l'équipe dirigeante coordonne les activités globales du programme. En Asie, le bureau central se trouve à Ho Chi Minh-Ville, Vietnam, jouant un rôle essentiel dans la mise en œuvre des initiatives dans cette région clé. Dans les Amériques, le programme est dirigé depuis Panama City, Panama, offrant une base opérationnelle pour les projets en cours en Amérique centrale et en Amérique du Sud. Enfin, en Europe, le bureau principal est situé à Pau, dans le quartier du Hédas, servant de centre de coordination pour les activités du programme dans toute l'Europe. Ces bureaux stratégiquement positionnés garantissent une gestion efficace des opérations du WMP à l'échelle mondiale.

### Gouvernance
La gouvernance de l’organisation est assurée par un conseil d’administration qui définit et approuve la stratégie et le budget financier.
- M. Scott O'Neill - Fondateur, PDG de World Mosquito Program Ltd et Président Directeur Général de WMP Europe SAS[16]
- Mme. Van Pham - Directeur, Ressources Humaines et Culture
- M. Cameron Simmons - Directeur, Mise en œuvre Mondiale
- Mme. Tracy Loh - Responsable de l'Accès Mondial
- Kieran Walters - Directeur, Fonctions et Stratégie Mondiales
- Bruno Col - Directeur, Communications
- Katie Anders - Directrice, Évaluation de l'Impact
- Ben Green - Directeur, Technologie Numérique et Gestion de l'Information
- Simon Kutcher - Chef de Projet Principal
- Juanita De Souza - Responsable Principale, Solutions de Conception d'Apprentissage
- Christie Hubbard - Directrice, Partenariats Philanthropiques
- Rafael Kaplan - Conseiller Juridique Général & Secrétaire de l'Entreprise
- Albert Joubert - Responsable Principal, Production & Développement de Produits
- Alan Mee - Directeur, Engagement Communautaire
- Jérémie Gilles - Directeur, Développement et Approvisionnement de la Production
- Nelson Grisales - Directeur, Entomologie sur le Terrain